# Joventut (revue)
Pour le club espagnol de basket-ball, voir Joventut Badalona.
Joventut est une revue d'art et de société catalane fondée à Barcelone en 1900 et disparue en 1906.

## Histoire

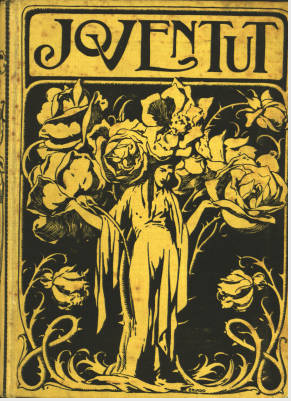
Couverture du volume III (1901), par Josep Triadó (1870-1929).

Joventut. Periódich catalanista, art, ciencia, literatura est l'une des principales revues modernistes illustrées à paraître dans l'Espagne d'avant 1914 — elle est même sans doute l'un des rares exemples durables de revue réellement Art nouveau dans toute la Péninsule ibérique. 
Elle est lancée à un rythme hebdomadaire le 15 février 1900 par Lluís Via i Pagès (1870-1940), qui ouvre son premier éditorial par une proclamation d'une forme de catalanisme universel, c'est-à-dire, fédérateur, ouvert à la modernité et au monde, signée Pompeu Gener. Le prix de lancement est de 10 centimes de peseta, ce qui est bon marché, même pour l'époque. En 1903, le prix de vente au numéro doubla.
La revue se présente en un cahier de 16 pages, réglées graphiquement par Alexandre de Riquer, qui s'inspire, du moins au début, des tenants du courant Art & Craft que sont les artistes Dante Gabriel Rossetti et Edward Burne-Jones. Les livraisons sont proposées ensuite sous la forme de volume de couleur jaune, remarquablement illustrés, en un graphisme inspiré de la revue anglaise The Yellow Book.
Journaliste politique, Lluís Via s'entoure d'une équipe, composée entre autres de Oriol Martí i Ballès (société), Emili Tintorer (théâtre), Joaquim Pena i Costa (musique), Salvador Vilaregut i Martí (littérature). Alexandre de Riquer s'occupe de la partie artistique.